# Heilig Hartbeeld ('s-Heerenberg)
Het Heilig Hartbeeld is een standbeeld in de Nederlandse stad 's-Heerenberg in de provincie Gelderland.

## Achtergrond
In 1910 werd in 's-Heerenberg het Sint-Bonifatiushuis gesticht. Het Heilig Hartbeeld werd rond 1910-1920 in een plantsoen in de tuin van het klooster geplaatst.

## Beschrijving
Het is een natuurstenen beeld van een staande Christusfiguur, gekleed in een tunica met pallium. Hij houdt zijn rechterhand zegenend geheven en wijst met zijn linkerhand naar het vlammend Heilig Hart met doornenkroon op zijn borst. In zijn handen zijn de stigmata zichtbaar.
Op de sokkel staat onder het IHS-monogram een Bijbeltekst in het Latijn: 

Sive vivimus, Domino vivimus; Sive morimur, Domino morimur. Rom. 14:8

## Waardering
Het beeldhouwwerk is erkend als rijksmonument, het is van "architectuurhistorische waarde als goed voorbeeld van een vrijstaand natuurstenen Heilig Hartbeeld geplaatst op een gepleisterde sokkel in een plantsoen afgesloten door een ijzeren hekwerk; Van stedenbouwkundige waarde als onderdeel van het Duitse kloostercomplex 'St. Bonifacius' gelegen op Nederlands grondgebied als gevolg van de politiek van Bismarck; Van cultuurhistorische waarde als uitdrukking van de Heilig Hartdevotie. De Heilig Hartdevotie uitte zich in het plaatsen van een Heilig Hartbeeld in een speciaal daarvoor aangelegd plantsoen.